# Snakeboard

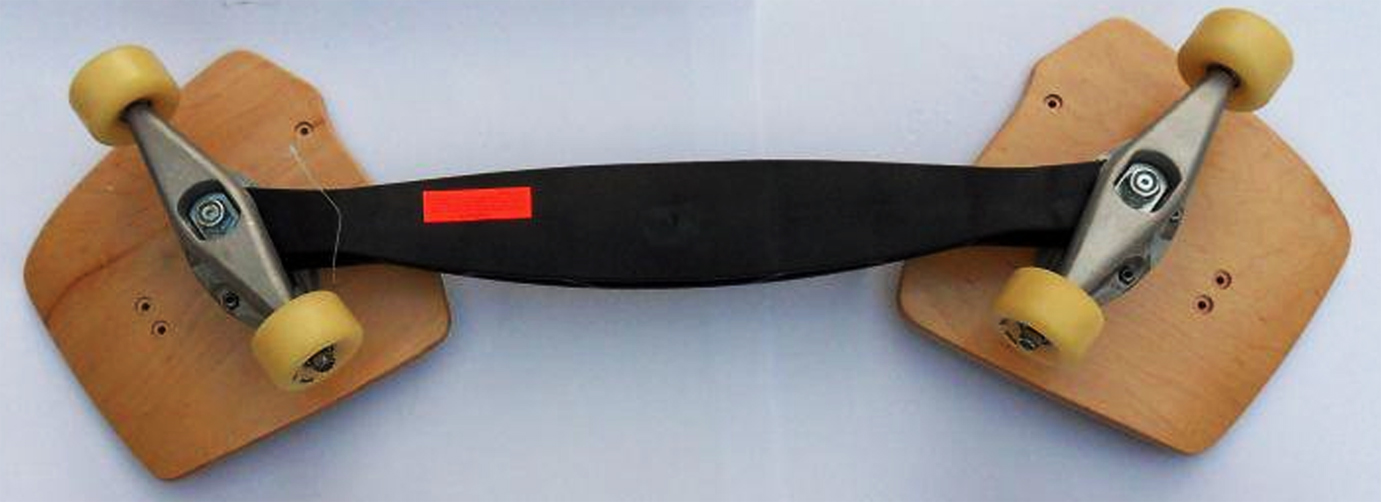
Uno snakeboard visto da sotto

Lo snakeboard (detto anche strettboard) è una tavola che è stata inventata nel 1989 da James e Oliver Fisher Macleod Smith. Si è evoluta dallo skateboard originale, e portava con sé elementi di tavole da surf e da snowboard. La versione originale è stata costruita utilizzando assi di legno quadrate, un vecchio pattino a rotelle e un pezzo di tubo idraulico. Molte varianti sono state costruite prima di giungere alla sua fabbricazione standard. Le ruote sono fissate alle pedane attraverso un carrello, come sono con skateboard regolari.

## Prestazioni
Il conduttore di un snakeboard sta con un piede su ogni pedana, i piedi sono di solito fissati al pannello utilizzando speciali attacchi, e muovendo i piedi dentro e fuori unitamente alle spalle e ai fianchi, il conduttore è in grado di muovere la tavola in ogni direzione usando solo il suo peso corporeo. Questo trasferimento di energia è chiamata locomozione non olonoma. La tavola si muove in un movimento simile a quello di un serpente, da qui il verbo originale snakeboarding. Il conduttore di un snakeboard può guidare la tavola su quasi qualsiasi tipo di terreno (a seconda del set-up e il modello della tavola) e addirittura spingersi in salita ed eseguire acrobazie estreme simili a quelle fatte da skater e snowboardisti. Lo snakeboard permettere al conduttore di guadagnare slancio senza la necessità di spingersi con i piedi, come è necessario per gli skater.
Citando direttamente il brevetto: "la presente invenzione si riferisce ad uno skateboard comprendente due pedane ciascuna con al di sotto una pedana per due ruote in allineamento assiale fissate alla parte inferiore della piattaforma, un elemento distanziatore per attaccarsi alla pedana in una relazione distanziata e una disposizione di perno avente un asse verticale che collega ogni pedana all'elemento distanziatore per permettere alle pedane di ruotare relativamente all'elemento distanziale, ciascuna paio di ruote comprendente un corpo ruota, assali delle ruote che sono fissate e sporgono dai lati opposti del corpo con le ruote essendo imperniate per la rotazione sugli assi, un perno prima di essere fissato al corpo ruota con il suo asse in una direzione verticale, un elemento di supporto sul corpo ruota, un perno secondo collegamento pivotante della pedana all'elemento di supporto con il suo asse di rotazione normale all'asse della ruota, e mezzi elastici di sospensione tra l'elemento di supporto e la parte inferiore della pedana per tenere la piattaforma orizzontale, detta disposizione perno essendo fulcrata con il primo perno."

## Storia
Skatex International (Pty) Ltd è il nome della prima azienda che ha prodotto tavole di questo tipo ed è anche stata la società inventrice del prodotto. Skatex Internazionale ha licenziato Snakeboard USA di vendere e distribuire le tavole negli Stati Uniti d'America. Lo sport divenne rapidamente noto come snakeboarding. Alla fine degli anni 1990, gli inventori concessero sotto licenza il Sydewynder alla PMS per il mercato in Gran Bretagna, un rivenditore di giocattoli. Oltre 50.000 Sydewynder sono stati venduti nel Regno Unito e in Europa. In seguito diverse aziende si susseguirono nella produzione di snakebord, fino a che MV cessò la produzione del manufatto. Nonostante ciò, lo sport sopravvive tutt'oggi con tavole più avanzate, e sta diventando sempre più ampiamente conosciuto come streetboarding, o pivotboard, o swingboard.
Lo snakeboard è un mezzo che si muove da solo e non vi è alcuna necessità di toccare con un piede il terreno. Inoltre è molto più facile generare e mantenere lo slancio in uno skateboard. Ma, se si vuole fare un trucco (trick), i piedi legati alla tavola rendono più difficile il salvataggio da una caduta. Va inoltre osservato che, mentre i poggiapiedi limitano la quantità di manipolazioni che un pilota può adoperare, allo stesso tempo ciò agevola certe tecniche. Proprio come uno snowboarder, il conduttore può eseguire rotazioni e capriole più alte e più di ogni skater. Allo stesso tempo, questo significa una curva di apprendimento più veloce, come quando uno skater dovrà trascorrere settimane ad imparare le manovre più elementari, come l'ollie, o un salto, uno snakeboarder deve semplicemente allacciare i suoi piedi alla tavola, e saltare come avrebbe fatto senza la tavola allegata.

## Galleria d'immagini

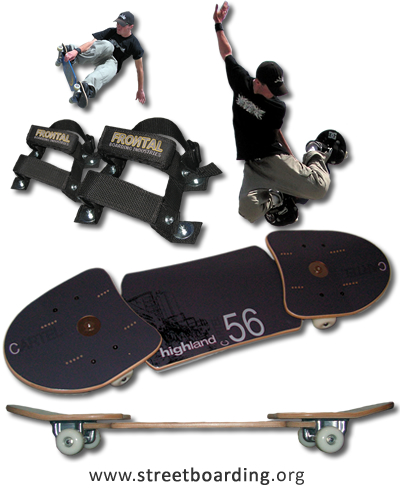
Moderno streetboard con cinte a strappo per i piedi ed uno strettboarder in azione.
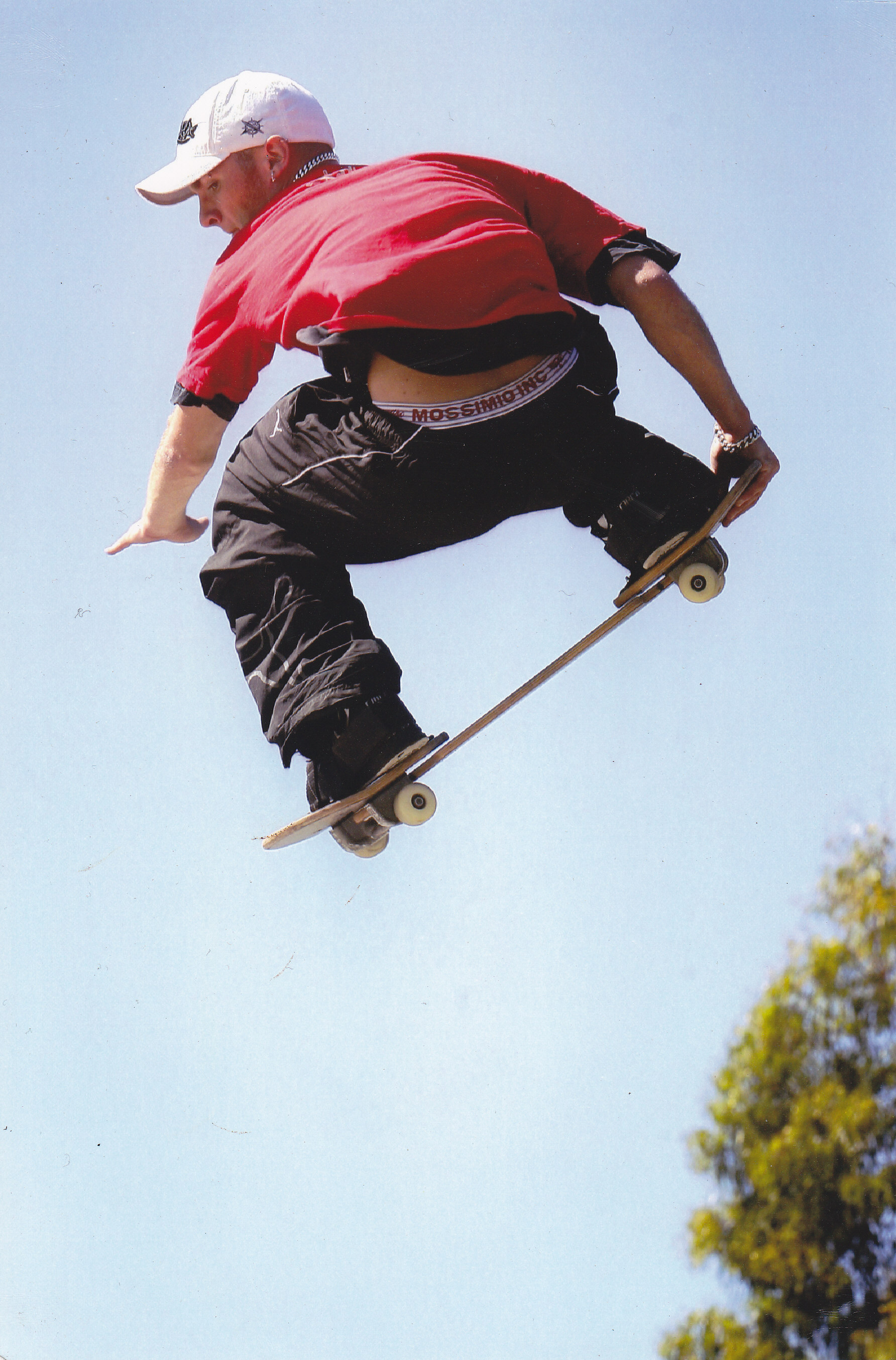
L'australiano streetboarder Nick Robson mentre esegue un salto dal trampolino presso lo skatepark di Nort Hobart in Tasmania.